# 銀河騎士
《銀河騎士》（The Adventures of the Galaxy Rangers）是美國Gaylord Entertainment Company與日本東京ムービー於1986年所合作，自1986年9月14日～12月11日之間，共播映65集（每週一～週五帶狀播出）的動畫作品。台灣於1987年至1988年間於每週五下午5:30～6:00時段由台視引進播出。

## 故事
公元2086年兩位外星人和平使節來到地球尋求人類的合作與協助，也為了報答人類的對於合作的好意，他們慷慨捐出一項非常珍貴的禮物——『超驅動能（hyperdrive）』，使人類首次克服時空之限制，能夠更輕易跨入大宇宙中的銀河，展開了外太空探索的嶄新一頁。在地球本身方面，為了地球自身的生存安全與大宇宙的命運前途，立即組成了『宇宙防衛總部』，擔負起打擊惡魔的神聖使命，以便共同對付一幫存心在大宇宙中破壞和平安寧的惡徒。

## 主題曲
- 原版

- 片頭曲：『No Guts no Glory』
- 片尾曲

前期：『No Guts no Glory』（加長版）、後期：『Rangers Are Forever』
演唱：John Van Tongeren
- 台灣版

- 片尾曲：『銀河騎士』（作詞＆作曲：楊元豐）

台視播出進入中期，開始加入的自行創作主題曲。

## 主要人物
- 杜老（Waldo Zeptic）

來自於「泰白（Andor）」星，跨時空飛航科技的提供者。
- 梭梭（Zozo）

來自於「邦尼（Kirwin）」星。外型長著尖長耳朵、大眼睛和大尖嘴，且全身毛茸茸，個子卻小人一等。不過身上帶有精純的奇異力量，心智以及點子超越常人一級，對整個抗敵作業有著莫大助益。

### 北大基地（BETA）
- 華團長（Commander Walsh）

- 光頭（Q-ball）博士

#### 銀河騎士（Series 5 Rangers）
每位隊員都有配戴藏有能源傳繼系統的『第五系列太空警徽（Series Five Implant）』，只要當負擔打擊來敵時按動所佩帶的警徽，立刻就可以使自己的「能」力因擴增而達於極點，擁有風馳雷掣難有匹敵者之力。
- 易勝雷（Zachary Foxx）

銀河騎士領隊，左手臂能夠傳變成雷霆萬鈞的「火龍臂」，有如太空中的霹靂一聲雷！
- 琥珀（Eliza Foxx）

易勝雷的妻子。
- 克明（Zachary Foxx Jr.）

易勝雷的長子。
- 美黛（Jessica Foxx）

易勝雷的幼女。
- 百步穿楊（Shane Gooseman）

馬上轉變成能夠上天下海無遠弗屆，擁有超異槍術，能夠變化無窮的「快槍手」！
- 顧可心（Niko）

銳利大腦，馬上轉變成能夠看到過去，也能夠透視未來，具有超靈神功的「女超靈」！
- 黑天豹（Walter Hartford）

靈敏心智，馬上轉變成無所不算、樣樣能算的太空「神機妙算」，應變自如！

## 外部連結
- 銀河騎士官網 （页面存档备份，存于）
- 台灣電視資料庫[永久]
- The adventures of the galaxy rangers guide （页面存档备份，存于）
- Sasha's Galaxy Ranger Grabs （页面存档备份，存于）
- Galaxy Rangers Index Page
- BETA Mountain Archives （页面存档备份，存于）